# Diocesi di Zipaquirá
La diocesi di Zipaquirá (in latino: Dioecesis Zipaquirensis) è una sede della Chiesa cattolica in Colombia suffraganea dell'arcidiocesi di Bogotà. Nel 2022 contava 766.290 battezzati su 860.320 abitanti. È retta dal vescovo Héctor Cubillos Peña.

## Territorio

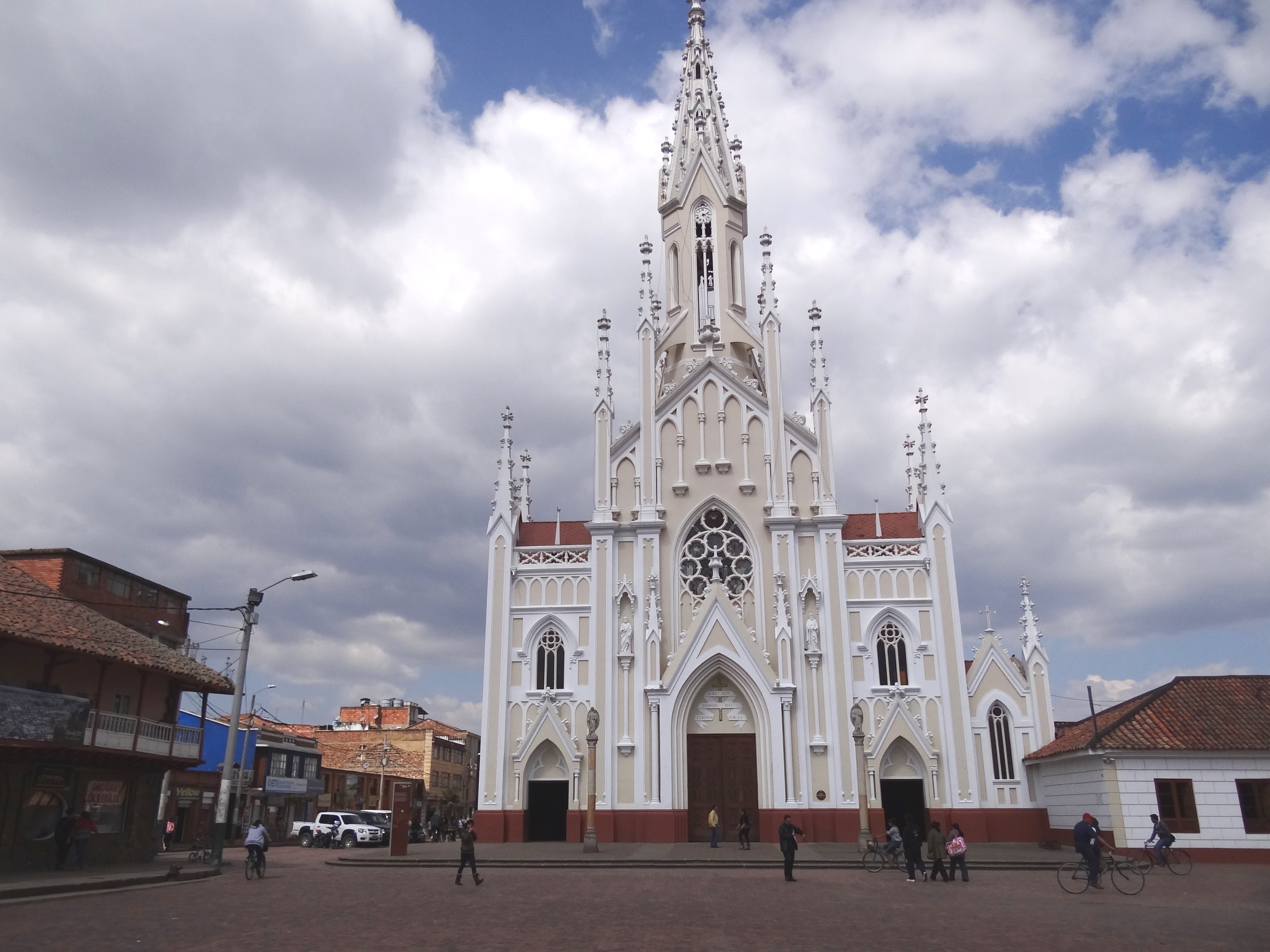
La basilica minore del Santo Cristo de Ubaté.

La diocesi comprende 39 comuni nella parte settentrionale del dipartimento colombiano di Cundinamarca: Cajicá, Carmen de Carupa, Chía, Chocontá, Cogua, Cucunubá, El Peñón, Fúquene, Gachalá, Gachancipá, Gachetá, Gama, Guachetá, Guasca, Guatavita, Junín, La Peña, Lenguazaque, Machetá, Manta, Nemocón, Pacho, Paime, San Cayetano, Sesquilé, Simijaca, Sopó, Suesca, Susa, Sutatausa, Tausa, Tibirita, Tocancipá, Topaipí, Ubalá, Ubaté, Villagómez, Villapinzón e Zipaquirá.
Sede vescovile è la città di Zipaquirá, dove si trova la cattedrale della Santissima Trinità e Sant'Antonio di Padova. Nella diocesi sorge anche la cosiddetta Cattedrale di sale, un santuario interamente scavato nelle miniere di sale. A Ubaté si trova la basilica minore del Santo Cristo, a Guasca la basilica minore di San Giacinto.
Il territorio si estende su una superficie di 7.163 km² ed è suddiviso in 74 parrocchie, raggruppate in 5 zone pastorali: Santo Cristo, Nuestra Señora del Rosario, Nuestra Señora de La Paz, La Santísima Trinidad, Divino Salvador.

## Storia
La diocesi è stata eretta il 1º settembre 1951 con la bolla Ne nimia dioecesium di papa Pio XII, ricavandone il territorio dall'arcidiocesi di Bogotà.
Il 12 agosto 1952, con la lettera apostolica Ex quo, papa Pio XII ha proclamato la Beata Maria Vergine Assunta in Cielo patrona principale della diocesi.
Il 16 marzo 1962 ha ceduto una porzione del suo territorio a vantaggio dell'erezione della diocesi di Facatativá, da cui il 28 ottobre 1971 riebbe quattro parrocchie.

## Cronotassi dei vescovi
Si omettono i periodi di sede vacante non superiori ai 2 anni o non storicamente accertati.
- Tulio Botero Salazar, C.M. † (1º maggio 1952 - 8 dicembre 1957 nominato arcivescovo di Medellín)
- Buenaventura Jáuregui Prieto † (8 dicembre 1957 - 8 luglio 1974 ritirato)
- Rubén Buitrago Trujillo, O.A.R. † (8 luglio 1974 - 27 settembre 1991 deceduto)
- Jorge Enrique Jiménez Carvajal, C.I.M. (9 novembre 1992 - 6 febbraio 2004 nominato arcivescovo coadiutore di Cartagena)
- Héctor Cubillos Peña, dal 30 giugno 2004

## Statistiche
La diocesi nel 2022 su una popolazione di 860.320 persone contava 766.290 battezzati, corrispondenti all'89,1% del totale.
| anno | popolazione | popolazione | popolazione | presbiteri | presbiteri | presbiteri | presbiteri                | diaconi | religiosi | religiosi | parrocchie |
| anno | battezzati  | totale      | %           | numero     | secolari   | regolari   | battezzati per presbitero | diaconi | uomini    | donne     | parrocchie |
| ---- | ----------- | ----------- | ----------- | ---------- | ---------- | ---------- | ------------------------- | ------- | --------- | --------- | ---------- |
| 1965 | 288.800     | 289.500     | 99,8        | 114        | 59         | 55         | 2.533                     |         | 107       | 302       | 39         |
| 1970 | 341.000     | 342.500     | 99,6        | 98         | 54         | 44         | 3.479                     |         | 83        | 352       | 39         |
| 1976 | 381.672     | 382.872     | 99,7        | 87         | 58         | 29         | 4.387                     |         | 61        | 237       | 47         |
| 1980 | 440.000     | 444.000     | 99,1        | 96         | 62         | 34         | 4.583                     |         | 80        | 275       | 46         |
| 1990 | 544.000     | 550.000     | 98,9        | 118        | 94         | 24         | 4.610                     |         | 68        | 308       | 49         |
| 1999 | 521.637     | 550.704     | 94,7        | 131        | 112        | 19         | 3.981                     |         | 56        | 246       | 63         |
| 2000 | 544.488     | 550.704     | 98,9        | 136        | 114        | 22         | 4.003                     |         | 68        | 205       | 64         |
| 2001 | 544.488     | 550.704     | 98,9        | 142        | 120        | 22         | 3.834                     |         | 99        | 347       | 69         |
| 2002 | 544.284     | 548.500     | 99,2        | 136        | 114        | 22         | 4.002                     |         | 76        | 278       | 69         |
| 2003 | 544.300     | 548.000     | 99,3        | 129        | 114        | 15         | 4.219                     |         | 60        | 281       | 70         |
| 2004 | 521.300     | 575.540     | 90,6        | 135        | 120        | 15         | 3.861                     |         | 73        | 281       | 71         |
| 2010 | 572.000     | 616.000     | 92,9        | 142        | 125        | 17         | 4.028                     |         | 64        | 274       | 73         |
| 2014 | 673.699     | 699.909     | 96,3        | 168        | 145        | 23         | 4.010                     |         | 80        | 325       | 75         |
| 2017 | 687.225     | 718.249     | 95,7        | 172        | 148        | 24         | 3.995                     |         | 115       | 271       | 75         |
| 2020 | 755.850     | 846.091     | 89,3        | 174        | 139        | 35         | 4.343                     |         | 118       | 248       | 74         |
| 2022 | 766.290     | 860.320     | 89,1        | 169        | 134        | 35         | 4.534                     | 7       | 101       | 310       | 74         |